# Satz von Weierstraß-Casorati
Der Satz von Weierstraß-Casorati (nach Karl Weierstraß und Felice Casorati) ist ein Satz aus der Funktionentheorie und beschäftigt sich mit dem Verhalten  holomorpher Funktionen in Umgebungen wesentlicher Singularitäten. Er ist aber eine schwächere Aussage als die  Sätze von Picard.

## Der Satz
Sei {\displaystyle z_{0}} ein Punkt eines Gebietes {\displaystyle G}. 
{\displaystyle z_{0}} ist eine wesentliche Singularität der auf {\displaystyle G\setminus \{z_{0}\}} holomorphen Funktion {\displaystyle f} genau dann, wenn für jede in {\displaystyle G} liegende Umgebung {\displaystyle U}  von {\displaystyle z_{0}} das Bild {\displaystyle f(U\setminus \{z_{0}\})} dicht in {\displaystyle \mathbb {C} } liegt.
Anders formuliert: Eine holomorphe Funktion hat genau dann in {\displaystyle z_{0}} eine wesentliche Singularität, wenn in jeder (noch so kleinen) Umgebung von {\displaystyle z_{0}} jede komplexe Zahl beliebig genau als ein Bild von {\displaystyle f} approximiert werden kann.

## Beweis
Wir zeigen die Kontraposition der Aussage: {\displaystyle z_{0}} ist genau dann keine wesentliche Singularität, wenn es eine Umgebung {\displaystyle U\subseteq G} von {\displaystyle z_{0}} gibt und eine nichtleere offene Menge {\displaystyle V\subset \mathbb {C} }, so dass {\displaystyle f(U\setminus \{z_{0}\})} disjunkt zu {\displaystyle V} ist.
Sei zunächst {\displaystyle z_{0}} keine wesentliche Singularität, also entweder eine hebbare Singularität oder eine Polstelle. 
Im hebbaren Fall ist (die stetige Fortsetzung von)  {\displaystyle f} in einer Umgebung {\displaystyle U} von {\displaystyle z_{0}} beschränkt, etwa {\displaystyle |f(z)|<r} für alle {\displaystyle z\in U\setminus \{z_{0}\}}. Dann ist {\displaystyle V:=\{z\in \mathbb {C} \colon |z|>r\}} disjunkt zu {\displaystyle f(U\setminus \{z_{0}\})}.
Hat {\displaystyle f} dagegen in {\displaystyle z_{0}} eine Polstelle, so ist {\displaystyle f(z)={\tfrac {g(z)}{(z-z_{0})^{m}}}} für eine natürliche Zahl {\displaystyle m} und ein holomorphes {\displaystyle g} mit {\displaystyle g(z_{0})\neq 0}. In einer hinreichend kleinen {\displaystyle \varepsilon }-Umgebung {\displaystyle U} von {\displaystyle z_{0}} gilt {\displaystyle |g(z)|>{\tfrac {1}{2}}|g(z_{0})|} und folglich {\displaystyle |f(z)|>{\tfrac {1}{2\varepsilon ^{m}}}|g(z_{0})|}, d. h. {\displaystyle f(U\setminus \{z_{0}\})} ist disjunkt zu {\displaystyle V:=\{z\in \mathbb {C} \colon |z|<{\tfrac {1}{2\varepsilon ^{m}}}|g(z_{0})|\}}.
Sei jetzt umgekehrt {\displaystyle U\subseteq G} eine Umgebung von {\displaystyle z_{0}} und {\displaystyle V\subset \mathbb {C} } offen, nicht leer und disjunkt zu {\displaystyle f(U\setminus \{z_{0}\})}. Dann enthält {\displaystyle V} eine offene Kreisscheibe, es gibt also eine Zahl {\displaystyle w\in \mathbb {C} } und ein {\displaystyle r>0} mit {\displaystyle |f(z)-w|>r} für alle {\displaystyle z\in U\setminus \{z_{0}\}}.
Es folgt, dass  {\displaystyle {\tfrac {1}{f(z)-w}}} auf {\displaystyle U\setminus \{z_{0}\}} durch {\displaystyle {\tfrac {1}{r}}} beschränkt ist. Nach dem riemannschen Hebbarkeitssatz ist {\displaystyle {\tfrac {1}{f(z)-w}}} zu einer auf ganz {\displaystyle U} holomorphen Funktion {\displaystyle g} fortsetzbar. Da {\displaystyle g} nicht die Nullfunktion sein kann, gibt es ein {\displaystyle m\in \mathbb {N} _{0}} und holomorphes {\displaystyle h} mit {\displaystyle g(z)=(z-z_{0})^{m}\cdot h(z)} und {\displaystyle h(z_{0})\neq 0}. In einer möglicherweise kleineren Umgebung {\displaystyle U'\subseteq U} von {\displaystyle z_{0}} ist auch {\displaystyle {\tfrac {1}{h(z)}}} holomorph.
Dies bedeutet
{\displaystyle (z-z_{0})^{m}f(z)={\frac {1}{h(z)}}+(z-z_{0})^{m}w} für alle {\displaystyle z\in U'\setminus \{z_{0}\}}.
Die rechte Seite ist holomorph, also hat {\displaystyle f}  in {\displaystyle z_{0}} allenfalls eine Polstelle vom Grad {\displaystyle m}.